# (15342) Assisi
(15342) Assisi (1994 GD10) – planetoida z grupy pasa głównego asteroid okrążająca Słońce w ciągu 5,44 lat w średniej odległości 3,09 j.a. Odkryta 3 kwietnia 1994 roku.